# Andrea Barzagli
Andrea Barzagli (født 8. maj 1981) er en italiensk tidligere professionel fodboldspiller, som spillede som center-back i sin karriere. Han er bedst kendt for sin tid hos Juventus, hvor han var med til at vinde Serie A otte gange.

## Klubkarriere

### Tidlige karriere
Barzagli begyndte sin karriere hos den semi-professionelle klub Rondinella Calcio. Han skiftede i 2000 til Serie B-klubben A.C. Pistoiese. Han vendte i 2001 kortvarigt tilbage til Rodinella, før han skiftede til Ascoli.
Han fik herefter sin Serie A-debut, da han i 2003 skiftede til Chievo Verona.

### Palermo
Barzagli skiftede i juli 2004 til Palermo. Han blev i 2007 anfører for klubben, efter at Eugenio Corini havde forladt klubben.

### Wolfsburg
Barzagli skiftede i juni 2008 til tyske VfL Wolfsburg. Han var i sin debutsæson for klubben med til at vinde Bundesligaen for første gang i klubbens historie.

### Juventus
Barzagli skiftede i januar 2011 til Juventus. Efter ankomsten af Antonio Conte som træner, blev Barzagli etableret som en fast mand på holdet i en trebackkæde sammen med Leonardo Bonucci og Giorgio Chiellini. I 2011-12 sæsonen inkasserede Juventus kun 20 mål i de 38 sæsonkampe, som satte en ny rekord i Serie A, da de vandt ligaen uden et enkelt nederlag.
Barzagli var i 2014-15 sæsonen del af, at Juventus nåede til Champions League-finalen, hvor de dog tabte til FC Barcelona.
I 2016-17 sæsonen vandt Juventus det italienske mesterskab for sjette sæson i streg som den første klub nogensinde. Barzagli, sammen med Gianluigi Buffon, Claudio Marchisio, Giorgio Chiellini, Stephan Lichtsteiner og Leonardo Bonucci havde været med til alle seks titler som de eneste spillere.
Barzagli annoncerede i april 2019, at han ville gå på pension ved udgangen af 2018-19 sæsonen.

## Landsholdskarriere

### Ungdomslandshold
Barzagli var del af Italiens U/21-landshold, som vandt U/21 Europamesterskabet i 2004. Han var samme år også del af Italiens trup til sommer-OL, hvor at de vandt bronze.

### Seniorlandshold
Barzagli debuterede for Italiens landshold den 17. november 2004. Han var del af Italiens trup som vandt VM 2006.
Han var igen del af Italiens trup til EM 2008, men en skuffende optræden her resulterede i, at Barzagli blev sat ud i kulden af landsholdet, og han over de næste tre år, kun spillede en enkelt landskamp. Der var først i oktober 2011, at Barzagli igen blev udtaget til landsholdet. Han var herefter fast man for landsholdet over de næste år, og var med til flere internationale tuneringer.

## Titler
Rondinella
- Serie D: 1 (1998-99)

Ascoli
- Serie C1: 1 (2001-02)

Wolfsburg
- Bundesliga: 1 (2008-09)

Juventus
- Serie A: 8 (2011-12, 2012-13, 2013-14, 2014-15, 2015-16, 2016-17, 2017-18, 2018-19)
- Supercoppa Italiana: 4 (2012, 2013, 2015, 2018)
- Coppa Italia: 4 (2014-15, 2015-16, 2016-17, 2017-18)

Italien U/21
- U/21 Europamesterskabet: 1 (2004)

Italien U/23
- Sommer-OL Bronzemedalje: 1 (2004)

Italien
- Verdesmesterskabet: 1 (2006)

Individuelle
- Serie A Årets hold: 4 (2011-12, 2012-13, 2013-14, 2015-16)